# 大塚智子
大塚 智子（おおつか ともこ、1960年7月7日 - ）は、日本の女性声優、歌手。東京都新宿区、多摩市出身。

## 略歴
東京都新宿区で誕生し、小学生の時、多摩市に引っ越す。
小学生からピアノを習っていた。
高校時代は、イラスト、漫画が描くのが好きで、美術部に所属しており、イラストレーターになろうと思ったぐらいだった。
秋の文化祭の時、演劇部の友人が『ウエスト・サイド物語』のマリア役を演じて、と言われて、「はずかしくてできない」と断っていた。しかし舞台に上がったところ、「味をしめてやめられなくなった」そうで、恥ずかしがり屋だと思っていたところ、大胆な面もあった。この舞台に続き、ラジオドラマに出演。高校生だけによる作品でグランプリを争うもので、通っていた高校はナンバー1に輝いた。この時は、「声を使うほうが芝居よりおもしろい」「こんな楽しいことがあったのか」という感じで思っていた。
東京都立永山高等学校卒業後、東京映像芸術学院へ進学し、デビュー。学校の関係もあり、職業としての声優は身近あにあったことから「どうせやるならとことんやろう」と思った。
以前はトルバドール音楽事務所に所属していた。

## 人物
ちょっと枯れたハスキーヴォイスが魅力的。
趣味は良質な猫いびり、イラストレーション。特技は七色の声。

## 出演

### テレビアニメ
1974年
- 宇宙戦艦ヤマト（ナース）

1979年
- ドラえもん（テレビ朝日版第1期）（子犬）

1981年
- うる星やつら（1982年 - 1985年、雪 他）

1982年
- スペースコブラ
- ときめきトゥナイト（女の子A、ツッパリA）
- 戦闘メカ ザブングル（マーレ）
- 魔法のプリンセス ミンキーモモ（第1作）（ジュディ、ジェーン、小鳥）
- 野生のさけび

1983年
- アルプス物語わたしのアンネット（女の子）
- 伊賀野カバ丸（同級生）
- 聖戦士ダンバイン（ジェリル・クチビ）

1984年
- Gu-Guガンモ（佃つくね）
- 重戦機エルガイム（バーの女、サートスター兵）
- 星銃士ビスマルク（クリスチーナ、アンリエット 他）
- ふしぎなコアラブリンキー（生徒A）
- 魔法の天使クリィミーマミ（しのだまみ）
- よろしくメカドック（港洋子）

1985年
- 昭和アホ草紙あかぬけ一番!（白馬メリィ）

1988年
- それいけ!アンパンマン（タラちゃん）
- つるピカハゲ丸くん（近藤ママ）

1989年
- 機動警察 パトレイバー PATLABOR ON TELEVISION（スチュワーデス）
- ジャングル大帝（第2作）（子鹿）
- らんま1/2（女子高生） - 2シリーズ

1992年
- クレヨンしんちゃん（1992年 - 、マサオくんのママ、チーター〈河村やすお〉、キング 他）

1996年
- 少年サンタの大冒険!（病気の母）

1997年
- キューティーハニーF（バブルクロー）
- さくらももこ劇場 コジコジ（1997年 - 1999年、ペロちゃん、ハレハレの母）

1998年
- 金田一少年の事件簿（加納りえ）
- 夢で逢えたら（園児、岬課長、受付嬢）

2001年
- 神鵰侠侶 コンドルヒーロー（移念慈）

2006年
- デジモンセイバーズ（ユキダルモン）

### 劇場アニメ
- ザブングル グラフィティ（1983年）
- Gu-Guガンモ（1985年、佃つくね）
- クレヨンしんちゃん シリーズ（1996年 - 2024年、河村くん〈チーター〉、マサオママ） - 10作品[一覧 1]

### Webアニメ
- クレヨンしんちゃん外伝 おもちゃウォーズ（2016年、マサオくんのママ）

### ゲーム
1997年
- スーパーロボット大戦シリーズ（1997年 - 2023年、ジェリル・クチビ） - 10作品

2000年
- さくらももこ劇場 コジコジ（ペロちゃん）
- 聖戦士ダンバイン 聖戦士伝説（ジェリル・クチビ）

2005年
- Another Century's Episode シリーズ（2005年 - 2007年、ジェリル・クチビ） - 3作品

2006年
- クレヨンしんちゃん 伝説を呼ぶ オマケの都ショックガーン!

2007年
- クレヨンしんちゃんDS 嵐を呼ぶ ぬってクレヨ〜ン大作戦!

2010年
- クレヨンしんちゃん おバカ大忍伝 すすめ!カスカベ忍者隊!
- クレヨンしんちゃん ショックガ〜ン!伝説を呼ぶオマケ大ケツ戦!!（マサオママ）

2011年
- クレヨンしんちゃん 宇宙DEアチョー!? 友情のおバカラテ!!

2014年
- クレヨンしんちゃん 嵐を呼ぶ カスカベ映画スターズ!（マサオくんのママ）

### シリーズ一覧
1. ↑  『ヘンダーランドの大冒険』（1996年）、『爆発！温泉わくわく大決戦』（1999年）、『嵐を呼ぶジャングル』（2000年）、『嵐を呼ぶ モーレツ！オトナ帝国の逆襲』（2001年）、『伝説を呼ぶ 踊れ！アミーゴ！』（2006年）、『ガチンコ！逆襲のロボとーちゃん』（2014年）、『爆睡！ユメミーワールド大突撃』（2016年）、『クレヨンしんちゃん 激突! ラクガキングダムとほぼ四人の勇者』（2020年）、『しん次元! クレヨンしんちゃん THE MOVIE 超能力大決戦 〜とべとべ手巻き寿司〜』（2023年）、『クレヨンしんちゃん オラたちの恐竜日記』（2024年）
2. ↑  『F』（1997年）、『F完結編』（1998年）、『コンプリートボックス』（1999年）、『α』（2000年）、『α for Dreamcast』（2001年）、『IMPACT』（2002年）、『Scramble Commander the 2nd』（2007年）、『BX』（2015年）、『T』（2019年）、『DD』（2019年 - 2023年）